# Hexisopodidae
Hexisopodidae vormen een familie van spinachtigen die behoren tot de orde rolspinnen (Solifugae).

## Naam en indeling
De wetenschappelijke naam van de groep werd voor het eerst voorgesteld door Reginald Innes Pocock in 1897. De familie wordt vertegenwoordigd door 23 soorten in twee geslachten. Onderstaand een lijst van de geslachten volgens Solifuges of the World.
- Geslacht Chelypus
- Geslacht Hexisopus

## Verspreidingsgebied
De vertegenwoordigers van de familie komen voor in delen van zuidelijk Afrika.